# Anydrelia dharmsalae
Anydrelia dharmsalae là một loài bướm đêm trong họ Geometridae.